# Saint-Christophe (Ródano)
Saint-Christophe foi uma comuna francesa na região administrativa de Auvérnia-Ródano-Alpes, no departamento de Ródano. Estendia-se por uma área de 14,62 km². Em 2010 a comuna tinha 236 habitantes (densidade: 16,1 hab./km²).
Em 1 de janeiro de 2019, passou a formar parte da nova comuna de Deux-Grosnes.